# Obodnica Gornja
Obodnica Gornja (en cyrillique : Ободница Горња) est un village de Bosnie-Herzégovine. Il est situé sur le territoire de la ville de Tuzla, dans le canton de Tuzla et dans la fédération de Bosnie-et-Herzégovine. Selon les premiers résultats du recensement bosnien de 2013, il compte 331 habitants.

## Démographie

### Évolution historique de la population dans la localité
| 1948 | 1953 | 1961 | 1971 | 1981 | 1991 | 2013 |
| ---- | ---- | ---- | ---- | ---- | ---- | ---- |
| -    | -    | 377  | 781  | 748  | 647  | 331  |

|  |

### Communauté locale
En 1991, la communauté locale d'Obodnica Gornja comptait 869 habitants, répartis de la manière suivante :